# Гімн Індії
Гімн Індії — Джанаганамана (бенг. জন গণ মন Jôno Gôno Mono, «Душа народу»). Написаний початково бенгальською мовою, він є першою з п'яти строф вірша, написаного нобелівським лауреатом Рабіндранатом Тагором. Джанаганамана уперше була виконана в 1911, а в 1950 вона була офіційно прийнята як державний гімн Індії. Музика гімну також була написана Рабіндранатом Тагором. Офіційне виконання гімну Індії займає приблизно 1 хвилину. Іноді гімн виконується в скороченому варіанті, що складається тільки з першого й останнього рядків; виконання цього скороченого варіанта займає близько 20 секунд.

## Офіційний текст

### ЗаписанийБенгальським письмом
জনগণমন-অধিনায়ক জয় হে ভারতভাগ্যবিধাতা!

পঞ্জাব সিন্ধু গুজরাট মরাঠা দ্রাবিড় উৎ‍‌কল বঙ্গ

বিন্ধ্য হিমাচল যমুনা গঙ্গা উচ্ছলজলধিতরঙ্গ

তব শুভ নামে জাগে, তব শুভ আশিস মাগে,

গাহে তব জয়গাথা।

জনগণমঙ্গলদায়ক জয় হে ভারতভাগ্যবিধাতা!

জয় হে, জয় হে, জয় হে, জয় জয় জয়, জয় হে॥

### У латинськійтранслітерації
Jônogônomono-odhinaeoko jôeô he Bharotobhaggobidhata!

Pônjabo Shindhu Gujoraţo Môraţha Drabiŗo Utkôlo Bônggo,

Bindho Himachôlo Jomuna Gôngga Uchchhôlojôlodhitoronggo,

Tôbo shubho name jage, tôbo shubho ashish mage,

Gahe tôbo jôeogatha.

Jônogônomonggolodaeoko jôeô he Bharotobhaggobidhata!

Jôeo he, jôeo he, jôeo he, jôeo jôeo jôeo, jôeo he!

Janagaṇamana adhināyaka, jaya he, Bhāratabhāgyavidhāta!

Paṃjāba Siṃdhu Gujarāta Marāṭha Drāviṛa Utkala Baṃga,

Viṃdhya Himāchala Yamunā Gaṃgā uchchhalajaladhitaraṃga,

Tava subha nāme jāge, tava subha āśisa māge,

Gāhe tava jayagāthā.

Janagaṇamaṃgaladāyaka, jaya he, Bhāratabhāgyavidhāta!

Jaya he, jaya he, jaya he, jaya jaya jaya, jaya he!

### Переклади
| Англійська версія: O! Dispenser of India's destiny, thou art the ruler of the minds of all people Thy name rouses the hearts of Punjab, Sindh, Gujarat, the Maratha country, in the Dravida country, Utkala and Bengal; It echoes in the hills of the Vindhyas and Himalayas, it mingles in the rhapsodies of the pure waters of Yamuna and the Ganges. They chant only thy name. They seek only thy auspicious blessings. They sing only the glory of thy victory. The salvation of all people waits in thy hands, O! Dispenser of India's destiny, thou art the ruler of the minds of all people Victory to thee, Victory to thee, Victory to thee, Victory, Victory, Victory, Victory to thee!. | Дослівний переклад з англійської версії українською: О, володарю дум всіх народів, Вершителю долі Індії, Твоє ім'я надихає серця Пенджабу, Синду, Гуджарата і Махараштри, Країни дравідів, Орисси і Бенгалії; Воно лунає в горах Віндья і в Гімалаях, Зливається з рапсодією вод Ямуни і Ганга. Вони оспівують Твоє ім'я. Вони шукають Твого благословення. Вони оспівують славу Твоєї перемоги. В твоїх руках порятунок усіх людей. О, володарю дум всіх народів, Вершителю долі Індії, Слав тобі! Слав тобі Слав тобі! |

## Історія
Доречність Джанаганамани як державного гімну незалежної Індії неоднозначна. Текст гімну, створений у грудні 1911 р., був присвячений до коронації Георга V, і являє собою оду, що вихваляє «вершителя долі Індії». Уперше ця ода виконувалася на з'їзді індійського національного конгресу в Калькутті (27 грудня 1911 р.), що був тоді лояльним британській імперії. Повістка другого дня з'їзду, в який виконували цю оду, була присвячена вітанню Георга V, що відвідував у цей час Індію. Індійська преса описувала цю подію так:

«Бенгальський поет Бабу Рабіндранат Тагор виконав пісню, складену ним спеціально до приїзду Імператора.»(Statesman, 28 грудня 1911 г.)

«Робота з'їзду почалася з виконання Бабу Рабіндранатом Тагором пісні, складеної ним спеціально на честь Імператора.» (Englishman, 28 грудня 1911 г.)

«Коли в середу, 27 грудня 1911 р. почалася робота Індійського національного конгресу, була виконана бенгальською мовою пісня, що вітає Імператора. Також одностайно була прийнята резолюція, що вітає Імператора й Імператрицю.» (Indian, 29 декабря 1911 г.)
Не дивно, що поширилася думка про те, що текст гімну був написаний на честь монарха, що відвідував Індію. Є й інша думка — відповідно до неї, газети, з яких вище були наведені цитати, помилялися; насправді ж на честь монарха виконувалася інша ода, написана Рамбхуджем Чаударі на хінді. Ці дві оди були навіть написані на різних мовах; але Тагор уже був тоді в Індії досить популярний, і тому газети помилково приписали йому виконання оди із приводу візиту монарха.

Були й інші думки щодо приводу написання тексту цього гімну. Коли поет Вільям Єйтс був в Індії, його відвідував колишній, за словами Єйтса, «індійський шанувальник» Тагора. У листі своїй подрузі Єйтс передавав зі слів цього безіменного шанувальника «строго неофіційну» версію написання тексту Джанаганамани, за якою Тагор присвятив ці рядки Богові. У газеті Indian Express 1968 року ця версія була викладена так: 
 «Він [Тагор] устав дуже рано вранці і написав дуже гарні вірші… Коли він спустився, він сказав одному з нас: „Ось ода, що я написав. Я присвятив її Богові, але віддайте її людям Конгресу: вона їм сподобається.“»

Сам Тагор писав у листі до Пуліна Бехарі Сену: 
«Деякий високопоставлений чиновник Його Величності, що був також моїм другом, попросив мене написати пісню на честь приїзду Імператора. Це прохання мене просто здивувало. Вона викликала в моїй душі сум'яття. У відповідь на це щиросердечне сум'яття я оголосив, що перемога в Джанаганамани — це перемога Бхаг'я-Відати [Бога Долі] Індії, що протягом століть твердо втримував віжки Індійської колісниці — і на підйомах, і на спусках; і на прямому шляху, і на поворотах. Цей Владар Долі, це Той, хто читає розуми всієї Індії, цей Безустанний Вождь не міг бути ні Георгом V, ні Георгом VI, ані жодним іншим Георгом. Навіть мій високопоставлений друг зміг зрозуміти це про мою оду: зрештою, навіть якщо його преклоніння перед короною і було надмірним, йому не можна було відмовити у звичайному здоровому глузді.»
2005 року виникло запитання про виключення з тексту гімну слова «Синд» і заміні його на «Кашмір». Річ у тому, що з 1947 р., коли Британська Індія була розділена на Індію й Пакистан, провінція Синд стала частиною Пакистану. Супротивники цієї пропозиції заявляють, що слово «Синд» у тексті гімну стосується річки інд і культури синдхів, яка є невіддільною частиною загальної індійської культури. Верховний Суд Індії відмовився вносити зміни в державний гімн, і слово «Синд» було залишено.